# Chiloango
Chiloango (portugalsky Rio Chiluango, také Kakongo River, Louango, Shiloango a Rio Hi) je řeka na západě střední Afriky. Tvoří nejzápadnější část státní hranice mezi Konžskou demokratickou republikou a Konžskou republikou, pak tvoří zhruba polovinu hranice mezi Konžskou demokratickou republikou a angolskou exklávou Cabinda a protéká jižně od města Necuto. Pak její tok protíná Cabindu a stává se nejdůležitější řekou této provincie. Vlévá se do Atlantského oceánu severně od města Cacongo.
Řeka je dlouhá 160 km a její povodí má rozlohu 5 170 km². U jejího ústí se nacházejí bažiny. V minulosti byla důležitou tepnou pro dopravu osob a zboží do vnitrozemí.